# Boettcheria solo
Boettcheria solo är en tvåvingeart som beskrevs av Thomas Pape 1989. Boettcheria solo ingår i släktet Boettcheria och familjen köttflugor.
Artens utbredningsområde är Dominikanska republiken. Inga underarter finns listade i Catalogue of Life.